# Sant’Arcangelo Trimonte
Sant’Arcangelo Trimonte – miejscowość i gmina we Włoszech, w regionie Kampania, w prowincji Benewent.
Według danych na I 2009 gminę zamieszkiwało 647 osób przy gęstości zaludnienia 65,4 os./1 km².